# Discoba
Discoba — монофілетична група одноклітинних евкаріотів, яка включає всіх нащадків спільного предка Jakoba libera, Andalucia godoyi, Euglena gracilis та Naegleria gruberi.

## Класифікація
Спочатку групу включали до складу мегагрупи екскаватів.
Після того як монофілетичність мегагрупи екскаватів було поставлено під сумнів, групу стали класифікувати як incertae sedis у складі евкаріотів. 